# Royal Rumble (2018)
Royal Rumble (2018) foi o 31º evento pay-per-view e transmissão ao vivo anual Royal Rumble de luta livre profissional produzido pela WWE. Foi realizado para lutadores das divisões de marca Raw e SmackDown da promoção. O evento aconteceu em 28 de janeiro de 2018, no Wells Fargo Center, na Filadélfia, Pensilvânia. Foi o primeiro evento Royal Rumble a incluir uma luta Royal Rumble feminina e, consequentemente, duas partidas Royal Rumble, que agora é padrão para o evento.
Tradicionalmente, o vencedor da luta Royal Rumble recebe uma luta pelo campeonato mundial na WrestleMania daquele ano. Com a introdução de uma luta Royal Rumble feminina, duas lutas Royal Rumble foram disputadas no card, com os vencedores de cada uma recebendo a escolha de qual campeonato disputar na WrestleMania 34. Os homens podiam escolher disputar o Campeonato Universal do Raw ou o Campeonato da WWE do SmackDown. enquanto as mulheres podiam escolher entre o Campeonato Feminino do Raw e o Campeonato Feminino do SmackDown.
No total, nove lutas foram disputadas no evento, incluindo três no pré-show. No evento principal, Asuka do Raw venceu a primeira luta feminina do Royal Rumble ao eliminar por último Nikki Bella do SmackDown. Esta também foi a segunda luta feminina no evento principal de um pay-per-view da WWE, e a primeira no evento principal de um dos pay-per-views "Quatro Grandes" da WWE. A luta Royal Rumble masculina foi vencida por Shinsuke Nakamura do SmackDown, que eliminou Roman Reigns do Raw pela última vez. Outras lutas proeminentes incluíram Brock Lesnar mantendo o Campeonato Universal em uma luta de trios contra Braun Strowman e Kane, e AJ Styles manteve o Campeonato da WWE contra Kevin Owens e Sami Zayn em uma luta de handicap. O evento também foi notável pela estreia surpresa da ex-lutadora de artes marciais mistas do UFC Ronda Rousey após a luta Rumble feminina, confirmando oficialmente que ela havia assinado em tempo integral com a WWE.

## Produção

### Introdução
O Royal Rumble é um anual evento pay-per-view (PPV) e WWE Network, produzido todo mês de janeiro pela WWE desde 1988. É um dos quatro pay-per-views originais da promoção, junto com WrestleMania, SummerSlam e Survivor Series, apelidada de os "Quatros Grandes". É nomeado após a luta Royal Rumble, uma batalha real modificada na qual os participantes entram em intervalos cronometrados, em vez de todos começarem no ringue ao mesmo tempo. O evento de 2018 foi o 31º evento na cronologia do Royal Rumble e estava programado para ser realizado em 28 de janeiro de 2018, no Wells Fargo Center, na Filadélfia, Pensilvânia. Apresentava lutadores das marcas Raw e SmackDown com alguns lutadores do NXT e veteranos da WWE aparecendo nas lutas Royal Rumble.
A luta Royal Rumble geralmente apresenta 30 lutadores e o vencedor tradicionalmente ganha uma luta pelo campeonato mundial na WrestleMania daquele ano. Originalmente, era disputado apenas por lutadores do sexo masculino. No entanto, para 2018, a comissária do Raw Stephanie McMahon agendou a primeira luta Royal Rumble feminina a ser realizada no Royal Rumble de 2018, o que consequentemente tornou o evento de 2018 o primeiro a incluir duas lutas Rumble, que agora é padrão. Como resultado, os vencedores de cada partida podiam escolher qual campeonato disputar na WrestleMania 34. Os homens podiam escolher disputar o Campeonato Universal do Raw ou o Campeonato da WWE do SmackDown. enquanto as mulheres podiam escolher entre o Campeonato Feminino do Raw e o Campeonato Feminino do SmackDown.

### Rivalidades
O card consistia em nove lutas, incluindo três no pré-show. As lutas resultaram de enredos roteirizados, onde os lutadores representavam heróis, vilões ou personagens menos distinguíveis em eventos roteirizados que criavam tensão e culminavam em uma luta livre ou uma série de lutas, com resultados predeterminados pelos escritores da WWE nas marcas Raw e SmackDown. As histórias foram produzidas nos programas de televisão semanais da WWE, Monday Night Raw, SmackDown Live e 205 Live, o último dos quais é exclusivo do cruiserweight.
No episódio do Raw de 16 de outubro de 2017, Kane voltou de um hiato de dez meses e ajudou Braun Strowman a derrotar Roman Reigns em uma luta em uma jaula de aço. Kane foi então adicionado à equipe de Strowman no TLC: Tables, Ladders & Chairs na luta Tables, Ladders, and Chairs handicap 5-on-3. Durante a luta, Kane acidentalmente acertou Strowman com uma cadeira, o que gerou tensão entre os dois. Mais tarde na luta, Kane atacou Strowman e o esmagou na traseira de um caminhão de lixo; sua equipe acabou perdendo. Os dois então rivalizaram nas semanas seguintes, levando a uma partida no episódio de 11 de dezembro para determinar o desafiante número um contra Brock Lesnar pelo Campeonato Universal no Royal Rumble, mas a partida terminou em uma contagem dupla. O gerente geral do Raw, Kurt Angle, então decidiu que Lesnar defenderia o título contra Kane e Strowman em uma luta de trios no evento. No episódio de 8 de janeiro, Kane atacou Lesnar por trás, seguido por um ataque de Strowman. Depois de colocar Kane e Lesnar nos bastidores, Strowman derrubou um equipamento de iluminação e esmagou os dois. Lesnar foi levado para um centro médico enquanto Kane recusou atendimento médico. Devido às suas ações, Strowman foi removido da luta de ameaça tripla e demitido por Angle. Strowman entrou em fúria nos bastidores, incluindo a destruição do escritório de Angle e capotamento de um trator. Antes que ele pudesse causar mais danos, a Comissária do Raw Stephanie McMahon recontratou Strowman, colocando-o de volta na luta pelo Campeonato Universal no Royal Rumble.
Depois do Survivor Series, várias mulheres do NXT foram promovidas para as escalações principais do Raw e do SmackDown. No episódio do Raw de 20 de novembro de 2017, Paige, que estava lesionada desde junho de 2016, voltou junto com as estreias de Mandy Rose e Sonya Deville do NXT, formando o grupo de vilãs Absolution, enquanto da mesma forma no episódio de novembro do SmackDown, Ruby Riott, Liv Morgan e Sarah Logan do NXT estrearam e formaram o grupo de vilãs The Riott Squad. No episódio do Raw de 18 de dezembro de 2017, com uma lista maior de mulheres nas listas principais, a comissária do Raw Stephanie McMahon agendou a primeira luta Royal Rumble feminina para o Royal Rumble 2018, com a vencedora recebendo uma luta na WrestleMania 34 para o principal campeonato de sua escolha: Campeonato Feminino do Raw ou Campeonato Feminino do SmackDown. Os respectivos comissários e gerentes gerais de ambas as marcas concordaram que a partida feminina teria todas as mesmas regras da partida masculina, incluindo 30 participantes. Stephanie foi anunciada para se juntar à equipe de comentários para a partida feminina, e a apresentadora de televisão Maria Menounos foi anunciada para ser a locutora convidada especial.
No Clash of Champions, o comissário do SmackDown Shane McMahon e o gerente geral Daniel Bryan arbitraram uma luta de duplas entre Kevin Owens e Sami Zayn contra Randy Orton e Shinsuke Nakamura, onde Owens e Zayn teriam sido demitidos da WWE se tivessem perdido. Durante a partida, houve controvérsia entre Shane e Bryan, o que resultou em Bryan dando uma contagem rápida para Owens e Zayn vencerem. As tensões entre Shane e Bryan continuaram nas semanas seguintes, culminando no SmackDown final de 2017, quando Bryan escalou Owens para enfrentar o Campeão da WWE AJ Styles em uma luta sem título no evento principal, para desaprovação de Shane, que sentiu que Owens não deveria estar no evento principal, ou enfrentando o campeão da WWE. Essa partida terminou quando Zayn interferiu, permitindo a vitória de Owens. Na semana seguinte, Zayn também derrotaria Styles em uma luta sem título após interferência de Owens. Enfurecido com as derrotas consecutivas, Styles afirmou que eles poderiam muito bem escalá-lo em uma luta de handicap contra Owens e Zayn, que Bryan interpretou literalmente e agendou para o Royal Rumble, onde Styles também defenderia o Campeonato da WWE contra os dois homens. No episódio de 9 de janeiro do SmackDown, Styles disse que embora fosse injusto, ele estava confiante de que iria vencer; Owens e Zayn interromperam e afirmaram que se tornariam os primeiros co-campeões da WWE. No SmackDown final antes do Royal Rumble, Styles enfrentou Owens e Zayn em lutas consecutivas, onde Shane ameaçou que se um interferisse na luta do outro, essa pessoa seria demitida. Styles conseguiu derrotar Owens na primeira luta por finalização, porém, ele perderia para Zayn na segunda luta.
No episódio do Raw de 18 de dezembro de 2017, o parceiro de duplas de Seth Rollins, Dean Ambrose, foi ferido por Samoa Joe. Na semana seguinte, apesar de ambos quererem enfrentar Joe para vingar Ambrose, o gerente geral do Raw, Kurt Angle, fez com que seu filho (enredo), Jason Jordan, e Rollins se unissem para enfrentar Cesaro e Sheamus pelo Campeonato de Duplas do Raw; Jordan e Rollins derrotaram Cesaro e Sheamus para ganhar o campeonato. Depois que os ex-campeões confrontaram Angle sobre sua revanche contratual, Angle marcou para o Royal Rumble. No episódio de 15 de janeiro, Jordan causou uma distração, permitindo que Titus Worldwide (Apollo Crews e Titus O'Neil) derrotasse novamente Cesaro e Sheamus em uma revanche da semana anterior, que Rollins desaprovou por não gostar de Jordan agindo em seu ter. Cesaro e Sheamus tentariam retribuir o favor durante a partida de Rollins contra Finn Bálor, mas o tiro saiu pela culatra, resultando na vitória de Rollins, e Cesaro e Sheamus brigando com os membros do Bálor Club, Luke Gallows e Karl Anderson, no ringue. No Raw 25 da semana seguinte, Jordan e Rollins foram os convidados do The Peep Show de Christian, que Cesaro e Sheamus interromperam e as duas equipes brigaram onde Rollins acidentalmente acertou Jordan com um ataque de joelho que era destinado a Cesaro.
No Clash of Champions, The Usos (Jey e Jimmy Uso) retiveram o Campeonato de Duplas do SmackDown em uma luta fatal four-way contra Rusev e Aiden English, The New Day (Big E e Xavier Woods), e Chad Gable e Shelton Benjamin. No episódio seguinte do SmackDown, Gable e Benjamin derrotaram os Usos em uma luta sem título,e foram premiados com uma luta pelo campeonato no primeiro SmackDown de 2018, onde eles derrotaram The Usos para inicialmente ganhar os títulos após derrotar Jimmy Uso; no entanto, Jimmy não era o homem legal e, portanto, a partida foi reiniciada e os Usos mantiveram o campeonato. Na semana seguinte, Gable e Benjamin confrontaram o gerente geral do SmackDown, Daniel Bryan, sobre o incidente. Depois de questionar se eles deveriam derrotar os Usos duas vezes na mesma noite, Bryan decidiu que no Royal Rumble, os Usos defenderiam o Campeonato de Duplas do SmackDown contra Gable e Benjamin em uma luta de duas de três quedas.
Em 26 de janeiro, três lutas foram anunciadas para o pré-show do Royal Rumble. Para o SmackDown, foi anunciado que o Campeão dos Estados Unidos Bobby Roode teria um desafio aberto pelo título. Duas lutas de duplas foram agendadas para o Raw: uma revanche entre Luke Gallows e Karl Anderson e The Revival (Dash Wilder e Scott Dawson) do Raw 25, e uma luta de duplas de seis homens pela divisão cruiserweight com Kalisto, Gran Metalik e Lince Dorado contra Drew Gulak, TJP e Gentleman Jack Gallagher.

## Resultados
| Nº                                          | Resultados | Estipulações                                                                             | Tempo   |
| ------------------------------------------- | --- | ---------------------------------------------------------------------------------------- | ------- |
| Pré- show                                   | Kalisto, Lince Dorado e Gran Metalik derrotaram TJP, Gentleman Jack Gallagher e Drew Gulak | Luta de trios                                                                            | 13:20   |
| Pré- show                                   | The Revival (Scott Dawson e Dash Wilder) derrotou Luke Gallows e Karl Anderson | Luta de duplas                                                                           | 9:10    |
| Pré- show                                   | Bobby Roode (c) derrotou Mojo Rawley | Luta individual pelo Campeonato dos Estados Unidos da WWE                                | 7:40    |
| 1                                           | AJ Styles (c) derrotou Kevin Owens e Sami Zayn | Luta 2-contra-1 pelo Campeonato da WWE                                                   | 15:52   |
| 2                                           | The Usos (Jey Uso e Jimmy Uso) (c) derrotaram Chad Gable e Shelton Benjamin por 2–0 Resultados: - The Usos derrotaram Chad Gable e Shelton Benjamin (12:15) - The Usos derrotaram Chad Gable e Shelton Benjamin (13:54) | Luta de duas quedas pelo Campeonato de Duplas do SmackDown                               | 13:54   |
| 3                                           | Shinsuke Nakamura venceu ao eliminar por último Roman Reigns | Luta Royal Rumble de 30 lutadores por uma luta por um título mundial no WrestleMania 34  | 1:05:31 |
| 4                                           | Cesaro e Sheamus derrotaram Seth Rollins e Jason Jordan (c) | Luta de duplas pelo Campeonato de Duplas do Raw                                          | 12:49   |
| 5                                           | Brock Lesnar (c) (com Paul Heyman) derrotou Braun Strowman e Kane | Luta triple threat pelo Campeonato Universal da WWE                                      | 11:01   |
| 6                                           | Asuka venceu ao eliminar por último Nikki Bella | Luta Royal Rumble de 30 lutadoras por uma luta por um título feminino no WrestleMania 34 | 58:57   |
| (c) – Refere-se aos campeões antes da luta. | |                                                                                          |         |

### Entradas e eliminações da luta Royal Rumble
| Símbolo | Significado                                          |
| ------- | ---------------------------------------------------- |
| †       | Indica o menor tempo.                                |
| ¤       | Indica que o lutador não faz parte do elenco da WWE. |
|         | Indica os lutadores do Raw.                          |
|         | Indica os lutadores do SmackDown.                    |
|         | Indica os lutadores do NXT.                          |
|         | Indica os lutadores introduzidos ao Hall da Fama.    |
|         | Indica os lutadores sem divisão.                     |
|         | Indica o(a) vencedor(a).                             |

#### Luta Royal Rumble masculina

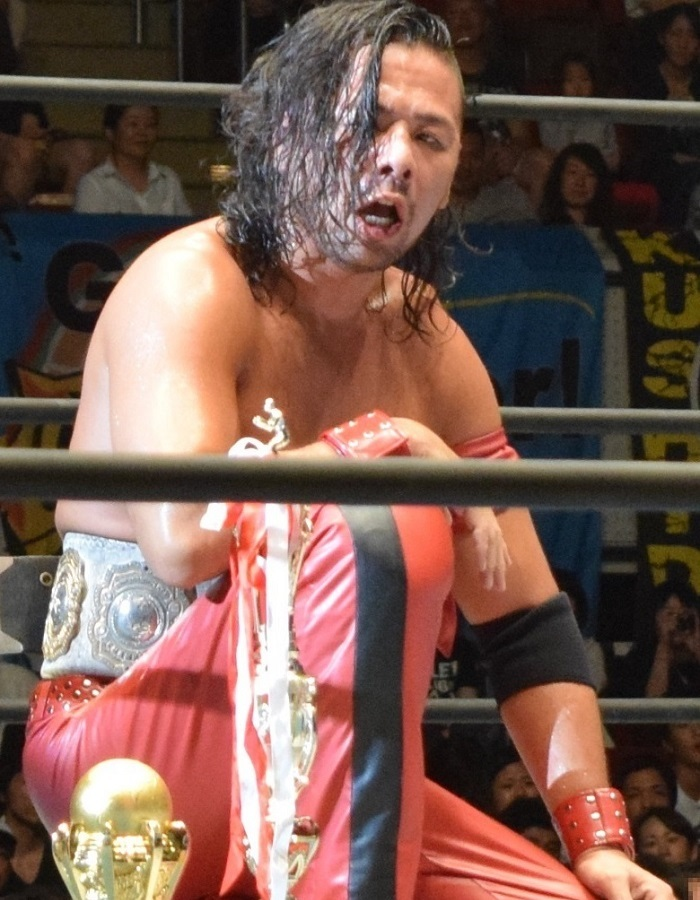
Shinsuke Nakamura, vencedor da luta Royal Rumble masculina de 2018.

| Nº | Lutador              | Ordem de eliminação | Eliminado por               | Tempo | Eliminações |
| -- | -------------------- | ------------------- | --------------------------- | ----- | ----------- |
| 1  | Rusev                | 12º                 | Bray Wyatt e Matt Hardy     | 30:28 | 0           |
| 2  | Finn Bálor           | 27º                 | John Cena                   | 57:38 | 4           |
| 3  | Rhyno                | 1º                  | Baron Corbin                | 2:06  | 0           |
| 4  | Baron Corbin         | 2º                  | Finn Bálor                  | 1:06  | 1           |
| 5  | Heath Slater         | 4º                  | Bray Wyatt                  | 00:27 | 1           |
| 6  | Elias                | 15º                 | John Cena                   | 26:00 | 0           |
| 7  | Andrade "Cien" Almas | 18º                 | Randy Orton                 | 29:24 | 1           |
| 8  | Bray Wyatt           | 13º                 | Matt Hardy                  | 20:38 | 2           |
| 9  | Big E                | 8º                  | Jinder Mahal                | 14:14 | 0           |
| 10 | Sami Zayn            | 5º                  | Shinsuke Nakamura           | 6:57  | 0           |
| 11 | Sheamus              | 3º                  | Heath Slater                | 0:03† | 0           |
| 12 | Xavier Woods         | 7º                  | Jinder Mahal                | 8:24  | 0           |
| 13 | Apollo Crews         | 6º                  | Cesaro                      | 5:16  | 0           |
| 14 | Shinsuke Nakamura    | —                   | Vencedor                    | 44:38 | 3           |
| 15 | Cesaro               | 9º                  | Seth Rollins                | 5:08  | 1           |
| 16 | Kofi Kingston        | 11º                 | Andrade "Cien" Almas        | 5:48  | 1           |
| 17 | Jinder Mahal         | 10º                 | Kofi Kingston               | 3:48  | 2           |
| 18 | Seth Rollins         | 22º                 | Roman Reigns                | 19:01 | 2           |
| 19 | Matt Hardy           | 14º                 | Bray Wyatt                  | 1:17  | 2           |
| 20 | John Cena            | 28º                 | Shinsuke Nakamura           | 29:14 | 3           |
| 21 | The Hurricane¤       | 16º                 | John Cena                   | 0:45  | 0           |
| 22 | Aiden English        | 17º                 | Finn Balor                  | 2:16  | 0           |
| 23 | Adam Cole            | 19º                 | Rey Mysterio                | 6:52  | 0           |
| 24 | Randy Orton          | 25º                 | Roman Reigns                | 13:55 | 1           |
| 25 | Titus O'Neil         | 20º                 | Roman Reigns                | 6:07  | 0           |
| 26 | The Miz              | 21º                 | Seth Rollins e Roman Reigns | 5:20  | 0           |
| 27 | Rey Mysterio¤        | 26º                 | Finn Bálor                  | 9:39  | 1           |
| 28 | Roman Reigns         | 29º                 | Shinsuke Nakamura           | 21:52 | 4           |
| 29 | Goldust              | 23º                 | Dolph Ziggler               | 2:43  | 0           |
| 30 | Dolph Ziggler        | 24º                 | Finn Bálor                  | 2:01  | 1           |

#### Luta Royal Rumble feminina

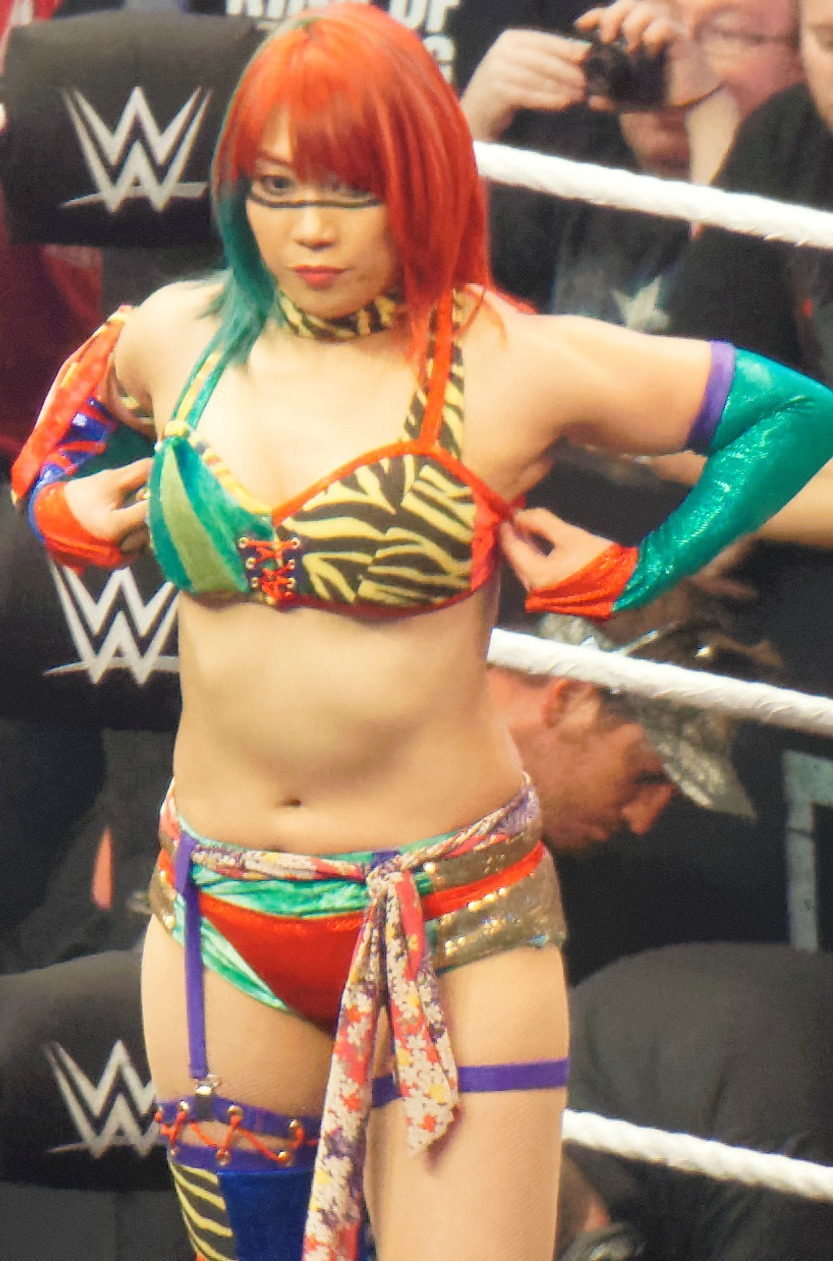
Asuka, vencedora da luta Royal Rumble feminina de 2018.

| Nº | Lutadora         | Ordem de eliminação | Eliminada por                                                                | Tempo | Eliminações |
| -- | ---------------- | ------------------- | ---------------------------------------------------------------------------- | ----- | ----------- |
| 1  | Sasha Banks      | 27ª                 | Nikki e Brie Bella                                                           | 54:46 | 4           |
| 2  | Becky Lynch      | 14ª                 | Ruby Riott                                                                   | 30:54 | 2           |
| 3  | Sarah Logan      | 7ª                  | Molly Holly                                                                  | 16:30 | 0           |
| 4  | Mandy Rose       | 1ª                  | Lita                                                                         | 3:52  | 0           |
| 5  | Lita             | 3ª                  | Becky Lynch                                                                  | 5:51  | 2           |
| 6  | Kairi Sane       | 4ª                  | Dana Brooke                                                                  | 4:49  | 0           |
| 7  | Tamina           | 2ª                  | Lita                                                                         | 1:34  | 0           |
| 8  | Dana Brooke      | 5ª                  | Torrie Wilson                                                                | 2:59  | 1           |
| 9  | Torrie Wilson¤   | 6ª                  | Sonya Deville                                                                | 3:04  | 1           |
| 10 | Sonya Deville    | 8ª                  | Michelle McCool                                                              | 6:41  | 1           |
| 11 | Liv Morgan       | 9ª                  | Michelle McCool                                                              | 5:12  | 0           |
| 12 | Molly Holly¤     | 10ª                 | Michelle McCool                                                              | 4:04  | 1           |
| 13 | Lana             | 11ª                 | Michelle McCool                                                              | 2:54  | 0           |
| 14 | Michelle McCool¤ | 13ª                 | Natalya                                                                      | 8:38  | 5           |
| 15 | Ruby Riott       | 17ª                 | Nia Jax                                                                      | 11:32 | 2           |
| 16 | Vickie Guerrero¤ | 12ª                 | Sasha Banks, Becky Lynch, Michelle McCool e Ruby Riott                       | 0:57† | 0           |
| 17 | Carmella         | 21ª                 | Nikki Bella                                                                  | 18:45 | 0           |
| 18 | Natalya          | 25ª                 | Trish Stratus                                                                | 25:34 | 3           |
| 19 | Kelly Kelly¤     | 16ª                 | Nia Jax                                                                      | 5:02  | 0           |
| 20 | Naomi            | 18ª                 | Nia Jax                                                                      | 6:49  | 0           |
| 21 | Jacqueline       | 15ª                 | Nia Jax                                                                      | 1:52  | 0           |
| 22 | Nia Jax          | 23ª                 | Natalya, Bayley, Asuka, Sasha Banks, Nikki Bella, Brie Bella e Trish Stratus | 17:56 | 4           |
| 23 | Ember Moon       | 20ª                 | Asuka                                                                        | 6:14  | 0           |
| 24 | Beth Phoenix     | 19ª                 | Natalya                                                                      | 2:22  | 0           |
| 25 | Asuka            | —                   | Vencedora                                                                    | 19:41 | 3           |
| 26 | Mickie James     | 22ª                 | Trish Stratus                                                                | 8:24  | 0           |
| 27 | Nikki Bella      | 29ª                 | Asuka                                                                        | 16:30 | 4           |
| 28 | Brie Bella       | 28ª                 | Nikki Bella                                                                  | 11:58 | 2           |
| 29 | Bayley           | 24ª                 | Sasha Banks                                                                  | 5:04  | 1           |
| 30 | Trish Stratus    | 26ª                 | Sasha Banks                                                                  | 5:36  | 3           |